# Gortinski zakonik
Gortinski zakonik je zakonik kritskog polisa Gortine. Potiče iz sredine 5. veka p. n. e. i jedini je sačuvani izvor ranog grčkog prava.S obzirom da se Zakon XII tablica nije sačuvao u izvornom obliku, a za određene norme Gortinskog zakonika sa velikom sigurnošću možemo da tvrdimo da potiču čak iz 7.veka p. n. e., ovaj veliki epigrafski tekst nosi epitet najstarije sačuvane kodifikacije na tlu Evrope, do sada pronađene.
Pronađen je 1884. godine nedaleko od čuvenog centra kritsko-mikenske kulture Festosa od strane italijanskog arheologa Federika Halbhera. Naime, arheolog je primetio najveći deo teksta u mulju potoka koji je tekao kraj jedne vodenice. Kameni blokovi na kojima je uklesan su verovatno predstavljali zidove nekadašnje javne zgrade ili sudnice. Kada je stara Grčka Gortina bila razrušena, Rimljani su u 1. veku p. n. e. iskoristili te zidove za izgradnju antičkog Odeona, malog pokrivenog amfiteatra namenjenog za izvođenje muzičkih priredbi. Kao deo polukružnog zida te rekonstruisane građevine, Gortinski zakonik se još uvek nalazi na mestu gde je pronađen.

## Sadržaj zakonika[1]
Zakonik se sastoji od dvanaest celina - kolumni i svaka kolumna reguliše različito područje prava. Prva kolumna se odnosi na propise o sudskom postupku. Druga na krivičnopravnu materiju, prostor od treće do devete kolumne je posvećen imovinskim, porodičnim i naslednopravnim pitanjima. Poslednje tri kolumne sadrže raznorodne odredbe koje normiraju neke ustanove obligacionog prava i adopciju. Zakonik je napisan na velikim kamenim blokovima koji su naslagani u četiri reda do visine od oko 1,75 m, tako da tekst bude u nivou očiju ljudi koji treba da ga čitaju. Svaka uklesana kolumna ima preko 50 redova teksta zabeleženog grčkim alfabetom na dorskom dijalektu grčkog jezika. Pisan je neobičnim stilom koji se zove "bustrofedon", jedan red se pisao s leva na desno, sledeći s desna na levo i tako dalje naizmenično.

## Zakonik[2]
Nastanak Gortinskog zakonika se ne vezuje ni za jedno ime. Ne pominje se nikakav legendarni zakonodavac, niti magistrat koji ga je predložio, a ni njegovo donošenje ne prate nikakve mistične okolnosti. Sve to nam govori da je njegovo donošenje bilo svetovno, pred narodnom skupštinom. Zakonik počinje rečju "Bogovi!", ali je to jedina formalna veza zakonika sa religijom, budući da ne sadrži nikakve religijske sankcije, pretnje prokletstvom, božije sudove i slično.
Prve odredbe se odnose na sudski postupak i ograničavanje samopomoći :
" Ko želi da vodi spor u pogledu slobodnog čoveka ili roba, pre parnice neka ga ne odvodi. A ako ga odvede, neka bude osuđen na deset statera za slobodnog čoveka, na pet statera za roba zbog odvođenja i neka se donese presuda da ga pusti u roku od tri dana. A ako ga ne pusti neka se osudi za slobodnog čoveka na jedan stater, a za roba na jednu drahmu dnevno, sve dok ga ne pusti" (I 2-11).
Mada ni gortinski zakonodavac nije imao snage da potpuno isključi samopomoć, već je samo zabranjivao u pogledu onog prava koje je bilo formalno osporeno, dok je za izvršenje presude samopomoć još bila dozvoljena:
"A onaj ko odvede čoveka osuđenog zbog duga ili onog koji je založio svoju ličnost, neka ne bude kažnjen" (I 56-II ).

### Sudski postupak[4]
U gortinskom pravu sudija u nekim slučajevima presudu donosi pod zakletvom i odlučuje na osnovu svog slobodnog uverenja (krinein) , dok u drugim koje izričito normira Gortinski zakonik sudija biva vezan njime, pa tada ne polaže zakletvu već prosto presuđuje (dikazein) kako propisi nalažu.
Svaki sudija ima svog pomoćnika, mnamona (reč potiče od glagola mnemonueo - sećati se, pamtiti). S obzirom da je sudski postupak bio usmen njegov zadatak je da zapamti sve donete presude i relevantne činjenice u postupku.

### Krivično pravo[5]
Krivičnom pravu se u Gortinskom zakoniku ne poklanja mnogo prostora zbog i dalje velike nadležnosti običajnog prava u toj sferi. Na primer, o ubistvu nema ni pomena u zakoniku. Dva delikta koja zakonodavca najviše interesuju su silovanje i preljuba.
"Ako neko siluje slobodnog muškarca ili slobodnu ženu, platiće sto statera; a u slučaju apetajra deset, a ako rob siluje slobodnog muškarca ili slobodnu ženu, platiće duplo. A ako vojkej siluje vojkeja ili vojkeju, platiće pet statera. Ako neko silom obljubi nevinu domaću robinju, platiće dva statera, a ako je već bila obljubljena - ako je silovana po danu jedan obol, a ako je silovana po noći dva obola. Robinja neka ima prednost u zakletvi." (II 2-16)
Upadljiva je drastična razlika u iznosu kompozicije s obzirom na društveni status žrtve, ali i to da su čak i klasični robovi ipak uživali neki oblik zaštite.
Preljuba koju izvrši slobodan čovek sa slobodnom ženom u kući njenog oca, brata ili muža kažnjava se novčano, sa sto statera, a ukoliku su preljubnici bili uviđavniji te preljubu izvrše na nekom skrovitijem mestu, bili su sankcionisani sa pedeset statera. Sve ove sankcije su znatno civilizovanije od surovog kažnjavanja preljube koje srećemo u orijentalnim despotijama. 
Silovanje se kažnjavalo novčanim kaznama. Novčana kazna je u velikoj meri određena razlikom u društvenom statusu između oštećenog i optuženog. 

### Imovinsko, bračno, porodično i nasledno pravo[6]
Najviše prostora Gortinski zakonik posvećuje upravo imovinskim, porodičnim i nasledno pravnim pitanjima. Baš u tim oblastima se dešavaju najveći potresi u vreme donošenja zakonika.
Uprkos tome obradiva zemlja je još uvek bila deo kolektivne svojine cele aristokratske zajednice i dodeljivala se aristokratskim porodicama na osnovu pripadništva hetajriji. Takođe bila je zastupljena i porodična svojina, koja je obuhvatala kuće u gradu, predmete koji se nalaze u njima, kućne robove, sitnu i krupnu stoku. Uporedo sa tim sve intenzivnije se razvijala individualna privatna svojina pre svega na pokretnim stvarima. Zakonik je dozvoljavao vlasniku da tim stvarima slobodno raspolaže, a to su čak mogle činiti i žene nezavisno od muža i sinovi za života oca bez njegove saglasnosti.
Stvari koje su sačinjavale privatnu svojinu mogle su se nasleđivati i uglavnom su se delile među decom ostavioca. Sinovi su imali pravo na dvostruko veći iznos nego ćerke, dok bi porodičnu imovinu nasleđivali samo sinovi.
Zakonik reguliše i predviđa pravila i postupak za podelu porodične imovine među braćom:
"A ako neko od njih želi da se podeli imovina, a drugi ne, sudija neka presudi da oni koji žele podelu upravljaju svom imovinom dok se ne podeli... A ako se deleći imovinu ne slože oko podele, neka imovinu ponude na prodaju. Pošto je prodaju onome ko da najviše od cene neka primi svako koliko mu pripada. I neka dele imovinu u prisustvu svedoka koji su punopravni i slobodni, trojice ili više njih" (V 28-34, 44-54)
Gortinski zakonik daje malo imovinskih prava ženama u slučaju razvoda. Razvedene žene imaju pravo na svu imovinu koju su donele u brak i na polovinu zajedničkog prihoda, ako potiče od njene imovine, kao i na deo imovine domaćinstva. Zakonik kaže da sva deca začeta pre razvoda, ali rođena nakon razvoda potpadaju pod starateljstvo oca. Ako otac ne prihvati dete, ono se vraća majci. 
Testamenta još uvek nema, a u zakonskom nasleđivanju je ustanovljeno pet naslednih redova. U prvom su deca ostavioca: sinovi i njihovi potomci, a ukoliko njih nije bilo ćerka-naslednica, epiklera. U drugi nasledni red ulaze braća ostavioca i njihovi potomci, a u treći sestre ostavioca sa svojim potomcima. Ukoliko nema nikog od ovih rođaka imovinu nasleđuju oni koji su živeli u zajednici sa ostaviocem. Ako ni njih ne bi bilo, imanje pripada onima koji predstavljaju kolektiv, hetajriju.
Za zaobilaženje zakonskog naslednog reda, u nedostatku testamenta, koristio se donatio mortis causa (poklon za slučaj smrti), po pravilu u korist žene i ograničen u iznosu na 100 statera. Pored donatio mortis causa koristila se i adopcija, koja je bila inter vivos i koju, naravno, nisu mogle da vrše žene.

### Položaj žene[7]
Ženska lica i srodstvo po ženskoj liniji igraju važnu ulogu pri nasleđivanju. Položaj žene u Gortini je povoljan, ona je mogla imati svoju imovinu, nad kojom muž nije imao pravo raspolaganja, mogla je u vezi sa njome istupati na sudu i polagati zakletve, a mogla je i ravnopravno sa mužem tražiti razvod braka. Slobodna razvedena žena je čak imala pravo da odbaci tek rođeno dete, što je u svim drugim krajevima bilo pravo rezervisano za muškarce. Dok su u grčkom svetu skoro po pravilu braća isključivala sestre pri nasleđivanju, u gortini su ćerke dobijale polovinu dela pokretnih stvari koji bi pripao braći. 

### Epiklerat[8]
Ustanova ćerke-naslednice je karakteristična za čitavu Antičku Grčku, a u Gortini se pojavljuje pod nazivom patriokos. To je jedan od instituta kome je Gortinski zakonik posvetio najviše prostora.
"A ćerka-naslednica je ona koja nema oca ni brata od istog oca" (VIII 40-41).
Precizno se utvrđuje redosled onih koji imaju pravo da se njom ožene.
"A ćerka - naslednica neka se uda za brata svog oca, onoga koji je najstariji. Ako postoji više ćerki - naslednica neka se uda za brata svog oca, onoga koji je najstariji. Ako postoji više ćerki - naslednica i očeve braće, neka se udaju za sledećeg najstarijeg. A ako ne postoje očeva braća već sinovi braće, neka se uda za sina najstarijeg očevog brata. A ako postoji više ćerki-naslednica i sinova očeve braće, neka se druge udaju za sledećeg najstarijeg. A neka onaj ko ima pravo na ženidbu uzme jednu ćerku-naslednicu, a ne više. A ako ćerka-naslednica, mada je dostigla zrelost, ne želi da se uda za onog ko ima pravo da je uzme ili on nije uzrasta za brak, a ona ne želi da čeka, neka njoj pripadne kuća u gradu, ako je ima, i sve što ima u toj kući, zadržavajući polovinu svega ostalog, neka se uda po svojoj želji za drugog iz file ko je zatraži. A neka da deo imovine onome ko ima pravo da je uzme" (VII 15 - VIII 7).
Ako epiklera nema nijednog pomenutog rođaka, može se po svojoj volji udati za onog ko je iz file zatraži; a ako je niko ne zatraži, ima slobodu izbora i van file. Te je tako epiklera u Gortini ima izvesnu slobodu izbora supruga, što je na primer u Antičkoj Atini bilo nemoguće. Ukoliko je već udata žena postala epiklera, gortinski propisi joj dozvoljavaju da, ako imaju dece, sama odluči hoće li se razvesti od svog muža i udati za rođaka; ukoliko nema dece obavezna je da se razvede i uda kako je propisano. S druge strane gortinski epiklerat zaostaje za Spartom, s obzirom da ćerka-naslednica ne može raspolagati imovinom.

### Kadestai i epibalonti[9]
Najveći broj pisaca o Gortinskom zakoniku izjednačava termine kadestai i epibalonti prevodeći ih kao rođaci. Gernet misli da su epibalonti očeva braća tj, epiklerini stričevi, a kadestai ujaci. No, ne možemo to sa sigurnošću tvrditi. Willetts takođe smatra da su majčina braća koji se brinu o udaji ćerke - naslednice. Kadestai se spominju uvek kada se radi o pitanju održavanja ili sužavanja broja članova, odnosno radne snage šire porodične zajednice. 
Epibalonti - još jedan sporan pojam, spominje se čak 28 puta u zakoniku, ali nigde nije preciziran njegov sastav. Najverovatnija mogućnost je da su epibalonti dalji rođaci, sa očeve ili majčine strane, koji su živeli sa de cuiusa u istoj zajednici života, imovine i rada. 

## Literatura
- Упоредна правна традиција/ Сима Аврамовић, Војислав Станимировић, Univerzitet u Beogradu - Pravni fakultet, 2018.

## Izvor
- Avramović S. Prevod Gortinskog zakonika na srpski jezik
1. ↑  Avramović, Sima; Stanimirović, Vojislav (2018). Uporedna pravna tradicija. Beograd: Univerzitet u Beogradu - Pravni fakultet. стр. 99., 100.,101., 102. ISBN 978-86-7630-766-1.
2. ↑  Avramović, Sima; Stanimirović, Vojislav (2018). Uporedna pravna tradicija. Beograd: Univerzitet u Beogradu - Pravni fakultet. стр. 102. ISBN 978-86-7630-766-1.
3. 1 2 3 4 5 6  „Wayback Machine” (PDF). web.archive.org. 2009-05-30. Архивирано из оригинала 30. 05. 2009. г. Приступљено 2019-11-21.
4. ↑  Avramović, Sima; Stanimirović, Vojislav (2018). Uporedna pravna tradicija. Beograd: Univerzitet u Beogradu - Pravni fakultet. стр. 102., 103. ISBN 978-86-7630-766-1.
5. ↑  Avramović, Sima; Stanimirović, Vojislav (2018). Uporedna pravna tradicija. Beograd: Univerzitet u Beogradu - Pravni fakultet. стр. 103. ISBN 978-86-7630-766-1.
6. ↑  Avramović, Sima; Stanimirović, Vojislav (2018). Uporedna pravna tradicija. Beograd: Univerzitet u Beogradu - Pravni fakultet. стр. 103.,104. ISBN 978-86-7630-766-1.
7. ↑  Avramović, Sima; Stanimirović, Vojislav (2018). Uporedna pravna tradicija. Beograd: Univerzitet u Beogradu - Pravni fakultet. стр. 104, 105. ISBN 978-86-7630-766-1.
8. ↑  Avramović, Sima; Stanimiriović, Vojislav (2018). Uporedna pravna tradicija. Beograd: Univerzitet u Beogradu - Pravni fakultet. стр. 105. ISBN 978-86-7630-766-1.
9. ↑  Avramović, Sima. „Epiklera, kadestai i epibalonti - sporne ustanove ranogrčkog gortinskog prava” (PDF). Anali Pravnog fakulteta u Beogradu.
10. ↑  „Wayback Machine” (PDF). web.archive.org. 2009-05-30. Архивирано из оригинала 30. 05. 2009. г. Приступљено 2019-11-20.